# Celera Corporation
Celera Corporation или Celera Genomics — американская компания, связанная с генетическими исследованиями. В течение 1999—2002 годов являлась главным конкурентом международного проекта по расшифровке Генома Человека, о чём подробно описано, например, в книге «Геномная война» Джеймса Шрива. В конечном счете под давлением Президента США Билла Клинтона результаты работы Celera были использованы в пользу Проекта Генома Человека.

## История

### Основание, слияния и поглощения
Была основана в 1998 в Роквилль, Мэрилэнд, США как подразделение PE Corporation (позже переименованную в Applera). Первым президентом был известный генетик и микробиолог Крейг Вентер. Celera была основана с целью расшифровки генома человека и дальнейшей коммерциализации некоторой части данной информации (например через патенты на гены). Позже первоначальная штаб-квартира была переведена в Аламеду, Калифорния, США. Celera отделилась в независимую компанию в 2008, и была поглощена Quest Diagnostics в 2011 году.

### Предпосылки для создания Celera
Ещё работая в основанном Вентером некоммерческом институте TIGR, Крейг Вентер и Гамильтон О. Смит, Лауреат Нобелевской премии по медицине и физиологии, достигли первых в мире успешных попыток секвенирования полных геномов микроорганизмов.
В 1995: Mycoplasma genitalium and Methanococcus jannaschii.
В 1997: Borrelia burgdorferi (которая вызывает Болезнь Лайма) .
В 1998: Treponema pallidum (которая вызывает сифилис).
В 1999: Deinococcus radiodurans.
В общем TIGR расшифровал геномы более чем 50 микроорганизмов.

### Проект Геном Человека
В течение 1999—2002 годов являлась главным конкурентом международного проекта по расшифровке Генома Человека. В конечном счете под давлением Президента США Билла Клинтона результаты работы Celera были использованы в пользу Проекта Генома Человека. Благодаря использованию метода дробовика менее чем за два года Celera достигла результатов эквивалентным государственному проекту. На 2000 год Celera сделала это намного дешевле, чем госпроект, вместо примерно $3 млрд налогоплательщиков всего за $300 млн частного финансирования. Существуют заявления, что Celera смогла быстро догнать Проект Генома Человека благодаря в том числе и тому, что часть информации уже бывшей в доступе в GenBank, была также использована Celera. В конечном счете под давлением Президента США Билла Клинтона результаты работы Celera были использованы в пользу Проекта Генома Человека. Кооперация между государственным проектом и Celera, ускорила успех Проекта Генома Человека. Взлеты и падения Celera как конкурента госпроекта — главная тема книги «Геномная война» Джеймса Шрива, который отслеживал работу Вентера в Celera в течение двух лет написания книги.

## Геномы, секвентированные Celera Genomics
Эукариоты:
- Drosophila melanogaster (плодовая мушка)
- Anopheles gambiae (комар)
- Мышь[9]
- Человек[10][11]

Прокариоты:
- Haemophilus influenzae